# Fais-moi mal Johnny
Fais-moi mal Johnny est une chanson écrite par Boris Vian, composée par Alain Goraguer en 1955 et interprétée pour la première fois par Magali Noël en 1956.

## Boris Vian et le Rock'n' roll
Jacques Canetti, de retour des États-Unis avec Michel Legrand au début des années 1950, fait découvrir le rock à Boris Vian, qui commence à écrire des chansons dans le même genre. Dans une note technique, il en retient deux aspects : « un aspect sensuel, pour ne pas dire érotique, et un aspect comique. » C'est pourtant ce second aspect, moins important, qu'il privilégie, car « le côté exutoire du rock'n roll n'a pas de raison d'être en France, où le public n'est pas paralysé par le puritanisme au même degré [qu'aux États-Unis]. »
En 1955, il écrit avec Alain Goraguer plusieurs titres, dont Pan, pan, pan, poireaux pomm' de terre, qui sera interprétée par Maurice Chevalier, Le Rock des petits cailloux, Nous avions vingt ans, et Fais-moi mal Johnny, qui est enregistrée par Magali Noël l'année suivante, en octobre,.

## Texte
Elle raconte l'histoire d'une fille qui approche un homme pour une relation sexuelle violente.  (« Moi j'aime l'amour qui fait boum ; envoie moi au ciel »)  L'homme ne comprend pas la nature de l'envie ; aussi la femme l'insulte pour qu'il la frappe, le piquant au vif mais alors il la tape trop fort et la blesse. Le comique vient aussi de cette incompréhension.  Les couplets sont entrecoupés par un chœur de voix d'hommes qui soutiennent et commentent l'action, passant de « Fais-lui mal - Fais lui mal » à  « Il va lui faire mal - Il va lui faire mal » puis « Il lui a fait mal - Il lui a fait mal.» 
Magali Noël rapporte que Boris Vian, qui supervisait l'enregistrement dans la cabine, « d’un coup, [...] s’est rué dehors, et [l]’a rejointe sous le micro pour répéter le légendaire : « Vas-y fais-lui mal ! » ». 
L'enregistrement, dont les paroles sont jugées trop osées, est alors interdit de diffusion à la radio.

## Interprétations
Le titre a fait l'objet de très nombreuses reprises, par Magali Noël elle-même, et d'autres artistes : Monique Tarbès en 1964, Pauline Julien en 1967, Les Charlots en 1969, Le Grand Orchestre du Splendid en 2002 et par Elodie Frégé en 2006. En 1980, Magali Noël en a enregistré une version en anglais, sur des paroles traduites par Boris Bergman, le parolier d'Alain Bashung.
Tryo et Carmen Maria Vega reprennent en janvier 2013 la chanson dans l'émission Taratata, puis lors du concert de Tryo à Bercy lors de leur tournée Ladilafé Tour la même année.
Le personnage de Luna (interprété par Anne Decis) reprend lascivement la chanson lors d'un numéro dans un bar, lors du prime Du rififi au Mistral, dans le cadre de la série Plus belle la vie, sur France 3 en  juin 2009.
Opium du peuple reprend la chanson sur leur album La révolte des Opiumettes en 2013 et tourne un clip à La Fistinière